# Manouls
Les manouls (terme languedocien) sont une spécialité culinaire traditionnelle lozérienne, notamment liée au village de La Canourgue. C'est une variante des tripoux et tripous trenèls.

## Présentation
Ce sont des tripes et des panses de mouton, cuites avec une fraise de veau, de la ventrèche (ou de la poitrine salée) et assaisonnées de sel et de poivre. Ce mets cuit environ sept heures dans une cocotte, après avoir été abondamment mouillé de vin blanc et d'eau. Il est accompagné d'un oignon piqué de clous de girofle, de carottes coupées en rondelles, d'un os de jambon sec et relevé d'un bouquet garni.

## Préparation et dégustation
Dans les découpes de la panse sont placés des petits morceaux de panse, de tripe et de fraise de veau avec de la poitrine salée découpée en dés. Les bords sont rabattus puis ficelés. Les manouls sont alors mis à cuire dans une cocotte avec des carottes découpées en rondelles, un os de jambon, un oignon piqué de clous de girofle et le bouquet garni. Le tout est recouvert de vin blanc et doit mijoter pendant sept heures. Ce mets se déguste dès le lever du jour, très chaud, soit comme entrée, ou en plat principal.